# Marty McFly
Martin Seamus "Marty" McFly es un personaje ficticio y el protagonista de la trilogía de películas de Back to the Future (1985-1990). Es un estudiante de secundaria que accidentalmente se convierte en un viajero en el tiempo y altera la historia después de que su amigo Emmett Brown inventa una máquina del tiempo DeLorean.
Es interpretado por Michael J. Fox en las películas, doblado por David Kaufman en la serie de dibujos animados y A.J. Locascio en el videojuego Back to the Future: The Game mientras que Fox hace cameos vocales como sus futuros homólogos. Olly Dobson lo interpretó en la adaptación musical teatral original (la producción del West End), y Casey Likes actualmente lo interpreta en la producción de Broadway. 
En 2019, la revista Empire seleccionó a McFly como el duodécimo personaje cinematográfico más grande de todos los tiempos. 

## Biografía temprana

Graffiti en Shoreditch, Londres.

Marty McFly  nació el 9 de junio de 1968, en Hill Valley. Es el menor de tres hermanos. Su mejor amigo es el científico Emmett Brown, a quien llama coloquialmente "Doc". En la primera película de la trilogía, hay una ligera impresión de que Marty está algo avergonzado de su familia y no pasa mucho tiempo en casa, prefiriendo pasar más momentos con Doc. En los primeros borradores Marty era un falsificador de vídeos.
Marty es un despreocupado adolescente la mayoría del tiempo. No es precisamente el mejor estudiante académicamente pero sus calificaciones son aceptables, también tiene la tendencia de llegar tarde a la escuela. Toca la guitarra en The Pinheads y le gusta escuchar Huey Lewis and the News, Tom Petty and the Heartbreakers y Van Halen; además de ser un habilidoso skateboarder.
Cuando se encuentra en peligro, Marty muestra valentía y puede ser muy ingenioso, astuto e inteligente. Su mayor defecto en su carácter es su persistencia en desear mostrar a otros que él no es un cobarde, lo que a veces le causa riesgos innecesarios. Tampoco puede soportar que le llamen "gallina", un rasgo que comparte con el personaje de James Dean en Rebelde sin causa —película estrenada en 1955, año al que viaja Marty—. Sin embargo, cerca del final de Back to the Future Part III, Marty se da cuenta de que no necesita demostrar constantemente su valor, y evita lo que hubiese sido una gran tragedia en su vida, un choque con un Rolls-Royce Silver Cloud, al ser retado a una carrera.
La razón por la que Marty siente vergüenza de su familia es porque su padre George es un completo fracasado, un hombre bastante temeroso y servicial a su jefe Biff, el cual siempre lo utiliza para hacer su trabajo. En la primera película ayuda a su padre a mejorar su vida sin saber que lograría que su familia fuera rica y Biff le tiene incluso miedo a George. Por el lado de su madre, tiene algunos problemas con los excesos de bebida. Marty parece ser el único que posee sentido común y astucia para enfrentarse a los bravucones.

## Back to the Future
La historia comienza en el año 1985 y cuenta las aventuras del joven de 17 años Marty McFly, que vive con sus padres y sus hermanos en Hill Valley, California. Marty tiene por su mejor amigo al científico "Doc" Emmett Brown, el cual un día le pide a Marty que le ayude con su último invento, que resulta ser una máquina del tiempo fabricada a partir de un automóvil DeLorean. Tras una exitosa prueba del invento Doc procede a explicarle a Marty cómo funciona la máquina y le muestra el "condensador de flujo", que básicamente es lo que hace posible viajar en el tiempo. Sin embargo, el condensador requiere de una gran cantidad de energía eléctrica de 1.21 gigowatts que se generan de un poco de plutonio que Doc les robó a unos terroristas libios. Estos aparecen de repente a bordo de una furgoneta tras enterarse del engaño y asesinan al doctor Brown frente a Marty. Este, para escapar, se mete en el DeLorean y por accidente viaja 30 años hacia el pasado, a 1955, la época en que sus padres eran adolescentes. Ahí, Marty descubre que se le ha acabado el plutonio para volver a su época e interfiere con el primer encuentro de sus padres, lo que causará que en el futuro ellos no se conozcan ni se casen, y esto hace que Marty empiece lentamente a ser borrado de la existencia. Debido a la interrupción de Marty en el primer encuentro de sus padres; su madre, en ese entonces una joven, bella y totalmente extrovertida chica, se enamora de él. Y siendo su padre un joven temeroso e incapaz de afrontar sus miedos contra Biff Tannen, las cosas se le complican (todo lo cual podría crear además una paradoja similar a la paradoja del abuelo). Pero después de varias alocadas y desesperadas ideas consigue juntarlos de nuevo, asegurando su propio nacimiento y el de sus hermanos. Después de tantos líos, y con ayuda del joven Doc Emmet Brown logra volver a 1985 para descubrir con sorpresa que algunas cosas son diferentes, como que su amigo Emmett Brown sobrevive al ataque terrorista, o que su familia había prosperado y sus relaciones eran mejores. 

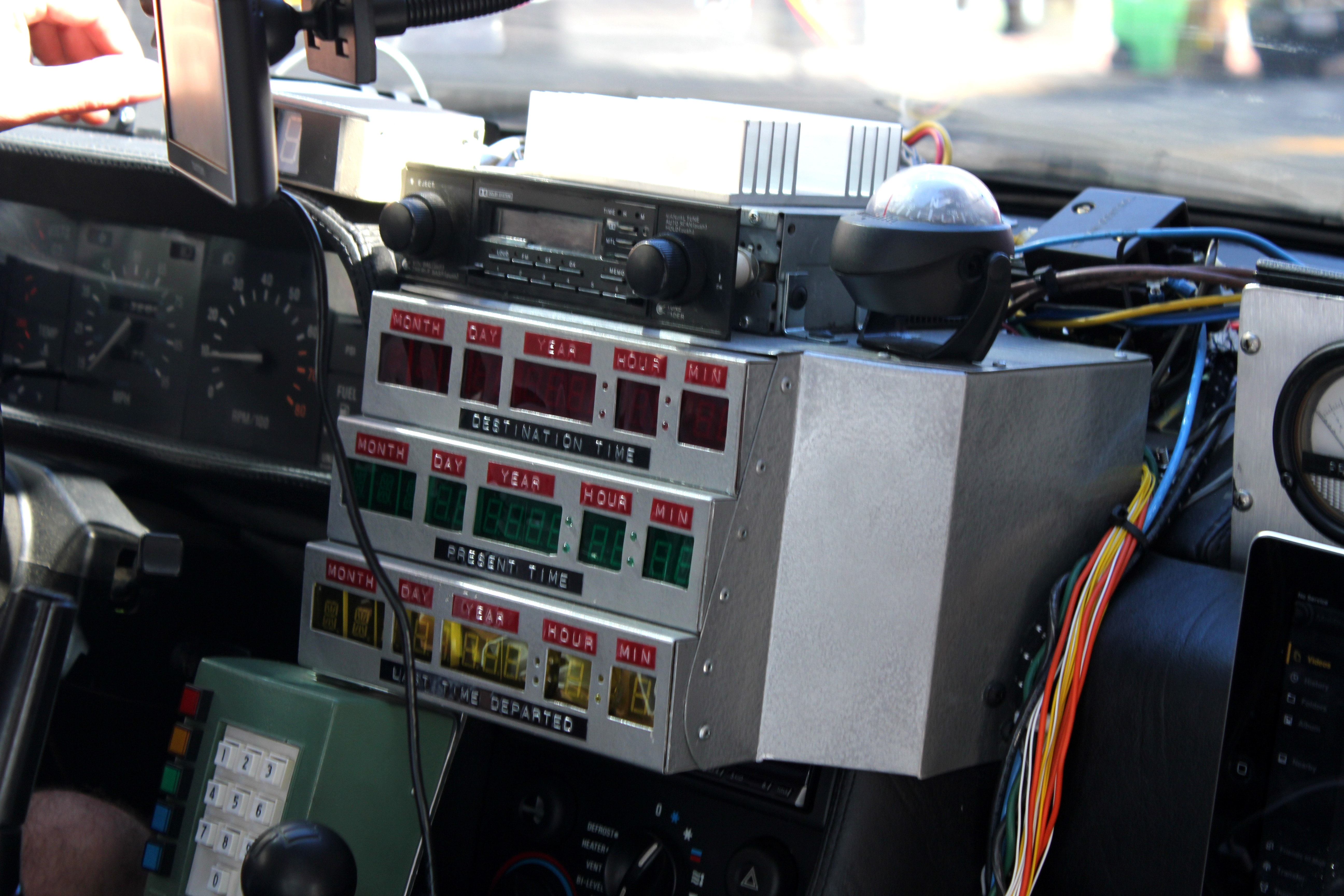
Controles de la máquina del tiempo.

## Back to the Future Part II

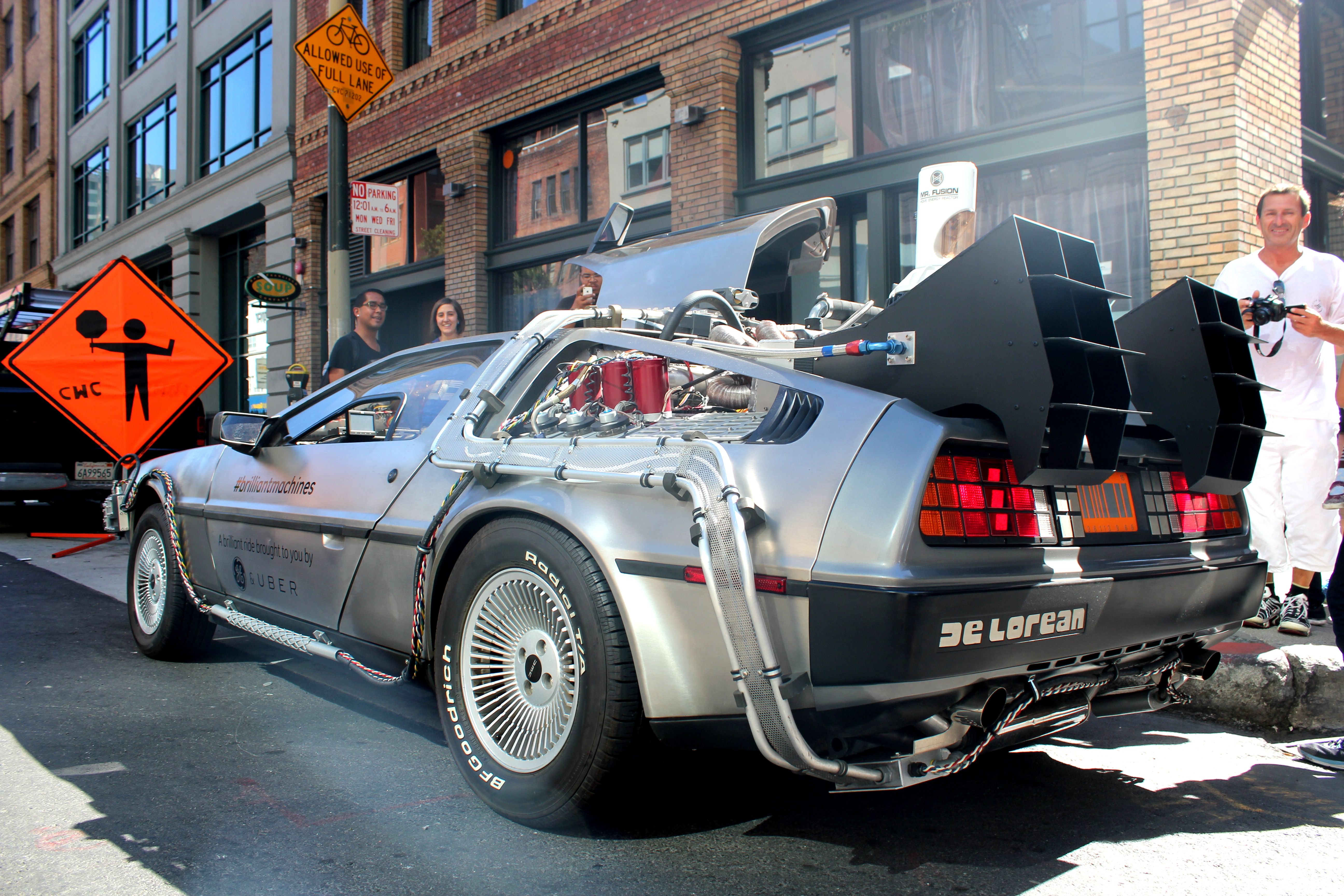
DMC DeLorean.

La historia transcurre esta vez en el futuro, en el año 2015, donde Marty y Doc viajan hacia el futuro para evitar que el hijo de Marty McFly sea encarcelado por culpa del nieto de Biff, Griff Tannen. El problema surge cuando Marty compra un Almanaque deportivo con todos los resultados desde 1950 a 2000, con el fin de volver al pasado y ganar las apuestas, pero Biff en el futuro se entera de todo y roba la máquina del tiempo y el almanaque con el fin de cambiar el rumbo de la historia. Cuando Doc y Marty vuelven a 1985, se encuentran con una Hill Valley gobernada por Biff, y hecha un desastre. Doc y Marty viajan al año 1955 para poder quitarle el almanaque a Biff y volver a restablecer el año 1985. Cuando lo hacen, Marty quema el almanaque y todo vuelve a la normalidad. A continuación, como era 12 de noviembre de 1955, el día de la famosa tormenta eléctrica en Hill Valley; mientras Marty termina de quemar el almanaque y espera a que Doc lo recoja con el DeLorean, a este le cae un rayo y el DeLorean se desvanecen. Sin embargo, por medio de una carta que Marty recibe justo después de la desaparición del DeLorean, Doc le comunica a Marty que se encuentra sano y salvo en 1885 y Marty corre a pedir ayuda a el "Doc" de 1955 para poder volver al 1985 verdadero. Del éxito taquillero de la primera película surgió ésta y como consecuencia la tercera filmación.

## Back to the Future Part III
En 1955, después de que Marty se enterara de que Doc está en 1885, va en busca del otro "yo" de Doc que acababa de enviar a Marty de vuelta a 1985. En la carta escrita por Doc en 1885, este le dice a Marty que recupere el DeLorean que Doc había enterrado en una mina abandonada cerca de un cementerio y que Marty regresara a 1985, y que por ningún motivo lo fuera a buscar a 1885. Marty con ayuda del Doc de 1955 rescata la máquina del tiempo, pero Marty descubre una lápida con el nombre de Doc Emmett Brown y que fue asesinado por Bufford Tannen (bisabuelo de Biff). Marty viaja hacia el pasado a 1885 con el fin de rescatar al Doc y volver a 1985 pero la válvula que contenía la gasolina se rompe haciendo que el DeLorean no alcance las 88 millas (140 km) por hora que se necesitan para viajar, por lo cual van al puente sin construir donde ven a Clara Clayton en peligro de caer al barranco. Doc se enamora de Clara y decide no volver al futuro, Marty, por otro lado, se mete en problemas con Bufford haciendo que este lo rete a un duelo, en el cual Marty gana y logra convencer a Doc de irse con él al futuro y se dirigen al tren que los ayudará a hacer que el DeLorean llegue a las 88 millas por hora. Clara los sigue y se va con Doc en el skate volador. Marty finalmente regresa a 1985 donde el DeLorean queda destruido por un tren y tras eso aparece Doc con un tren máquina del tiempo, junto con Clara y sus dos hijos, Julio y Verne, acabando así la trilogía.

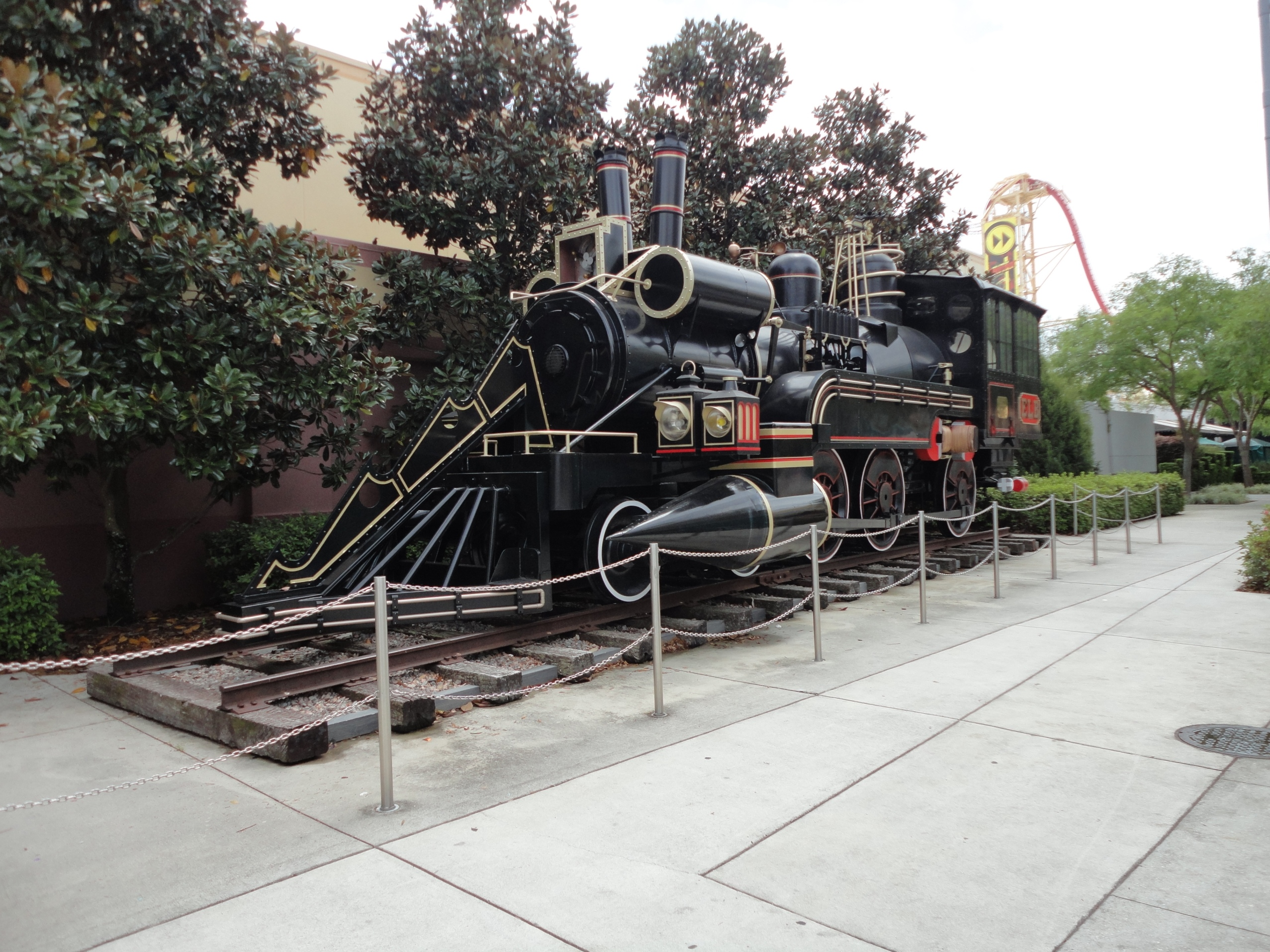
Locomotora a vapor utilizada en Back to the Future III.